# La Girona
|  | Aquest article tracta sobre el galió La Girona. Vegeu-ne altres significats a «Girona (desambiguació)». |

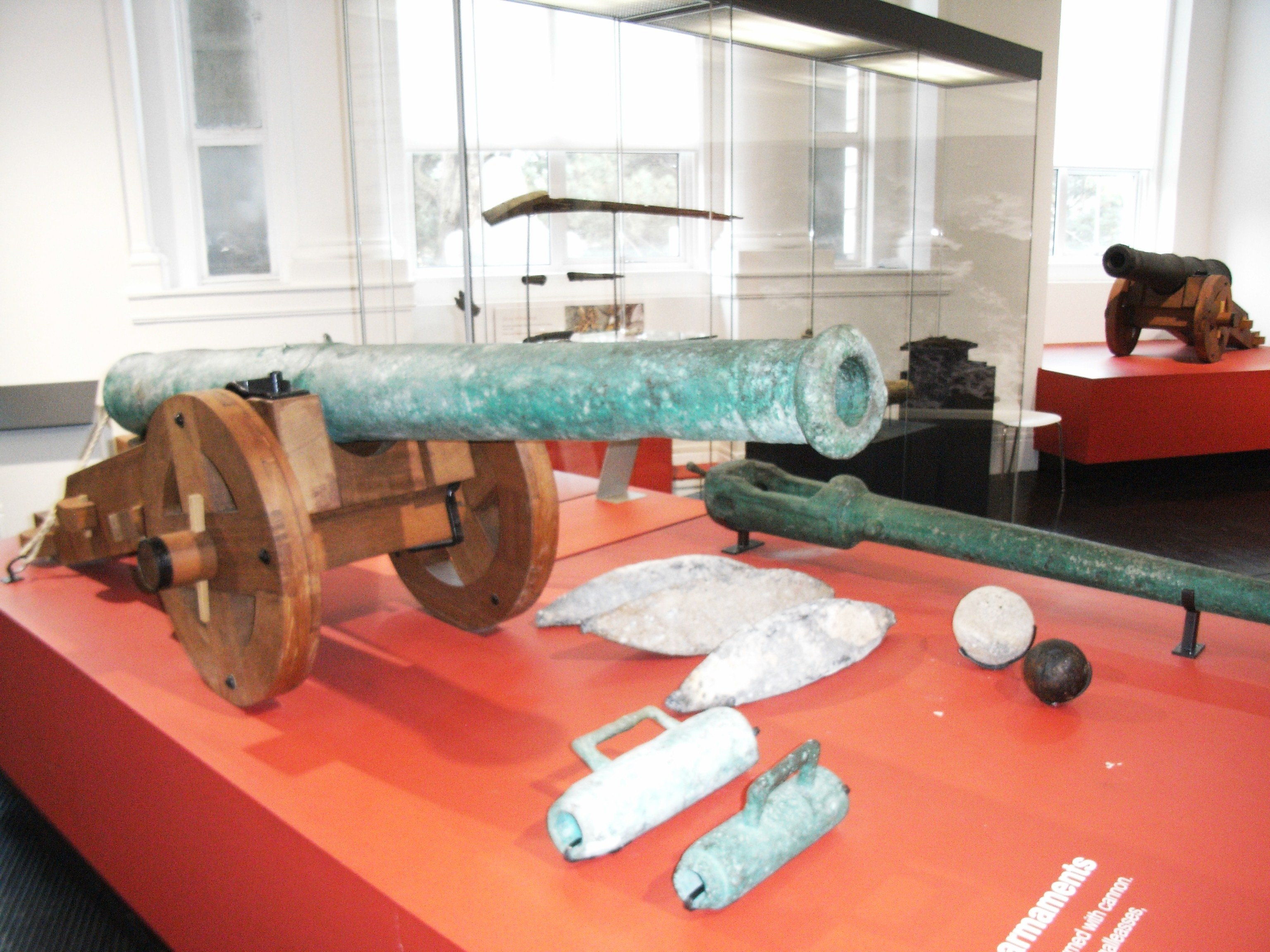
Canó de la «Girona»

La Girona va ser una galiassa, transformada en galió, de la Grande y Felicísima Armada de 1588. Pertanyia a l'estol de Nàpols comandat per Hug de Montcada i Gralla i es va enfonsar prop de Lacada Point, al comtat d'Antrim, a Irlanda. El capità del vaixell era el genovès Fabrizio Spínola, cavaller de Malta.
Després de la trobada amb els anglesos en el Canal de la Mànega prop Gravelines, La Girona va circumnavegar Escòcia i va poder ancorar al port de Killybegs, Comtat de Donegal. Dos vaixells es van enfonsar intentant entrar en aquest port. Amb l'ajuda d'un cap irlandès, MacSweeney Bannagh, la Girona va ser reparada i va sortir l'octubre de 1588 amb 1.300 persones a bord, incloent-hi don Alonso Martínez de Leyva. Va passar per Lough Foyle, però una tempesta va fer encallar la Girona prop del castell de Dunluce al Comtat d'Antrim. Van sobreviure 9 persones, les quals van ser traslladades a Escòcia per Sorley Boy Macdonnell. A les platges es van trobar 260 cossos.
El naufragi de La Girona es commemora a les il·lustracions de l'Armada i la costa d'Antrim que apareixen al revers dels bitllets de 10 lliures expedit pel First Trust Bank d'Irlanda del Nord. Als pocs mesos del naufragi, George Carew es va fer càrrec de les primeres recuperacions de la Girona, queixant-se del cost de l'operació i donant als bussos molt "usequebaugh" (whiskey)". Sorley Boy Macdonnell va recuperar tres canons i dues caixes del tresor. A la costa de Portballintrae, un equip de bussos belgues (1967) va recuperar el tresor més gran de tota l'Armada. L'or i les joies de la Girona estan exposades a l'Ulster Museum de Belfast.